# Église Saint-Jacques-le-Majeur de Prague
Pour les articles homonymes, voir Église Saint-Jacques-le-Majeur.
L'église Saint-Jacques-le-Majeur de Prague (en tchèque : kostel svatého Jakuba Většího) est une église catholique de Prague, en Tchéquie. Située dans la Vieille Ville, elle a été reconstruite dans un style baroque après la destruction en 1689 par un incendie de l'édifice gothique préalable. C'est une église conventuelle du monastère de frères mineurs conventuels. Elle abrite un orgue de 1702.